# 金森鍬太郎
金森 鍬太郎（かなもり くわたろう、1874年（明治7年）11月1日 - 1927年（昭和2年）1月26日）は、明治から大正時代の土木工学者、内務官僚。旧姓は伊藤。

## 経歴・人物
伊藤宗兵衛の二男として愛知県に生まれ、金森きくの養子となり、1899年（明治32年）8月に家督を相続した。1900年（明治33年）東京帝国大学工科大学土木工学科を卒業し、内務省第五区（大阪）土木監督署に奉職する。淀川改修工事では瀬田川の洗堰、浚渫などを指揮した。ほか、琵琶湖の治水に携わった。
1911年（明治44年）内務省土木局調査課へ転じ、土木局第一技術課、第二技術課長を歴任した。この間、臨時治水調査会、港湾調査会委員などを務めたが、在職中に死去した。

## 親族
- 岳父：波多野敬直（男爵）[2]